# XXXII symfonia (KV 318)

Wolfgang z ojcem i siostrą (na ścianie wisi portret matki)

XXXII Symfonia G-dur (KV 318) − symfonia skomponowana przez Wolfganga Amadeusa Mozarta w 1779 w Paryżu, (ukończona 26 kwietnia 1779). Zwana Uwerturą w stylu włoskim.

## CzęściSymfonii
1. Allegro spiritoso (4/4, G-dur, 109 taktów)
2. Andante (3/8, G-dur, 97 taktów)
3. Primo Tempo (4/4, G-dur, 66 taktów)

Razem 274 takty.

## Instrumentacja
- 2 flety
- 2 oboje
- 2 fagoty
- 4 rogi
- 2 trąbki
- kotły
- kwintet smyczkowy